# Fessurazione del calcestruzzo

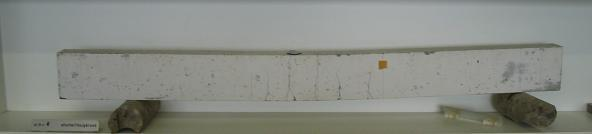
Fessurazione di una trave in calcestruzzo

La fessurazione del calcestruzzo è un fenomeno praticamente inevitabile e si presenta sotto forma di lesioni visibili (macrofessure) ed invisibili (microfessure) causate dalle azioni esterne statiche e dinamiche e/o a coazioni che sollecitano una struttura in calcestruzzo durante tutto il periodo della sua vita. 
La formazione di fessure nel calcestruzzo rappresenta il principale inconveniente di questo materiale specialmente ai fini della sua durabilità.
Per lungo tempo la formazione di fessure nel calcestruzzo fu considerata dannosa il che provocò un ritardo nell'impiego del cemento armato.
Successivamente si intuì che se le fessurazioni rimangono finissime e pertanto si evitano le lesioni ampie, in condizioni normali la durabilità del materiale viene salvaguardata idoneamente.
Questa situazione si raggiunge mediante una distribuzione idonea dell'armatura e l'utilizzo di diametri dei tondini non eccessivi. 

## Meccanismo di formazione delle fessure
All'interno delle strutture, costituite da materiali isotropi e omogenei, sollecitate, gli sforzi viaggiano secondo traiettorie, denominate isostatiche, che in ogni punto si intersecano a 90° e le relative tangenti coincidono con la direzione delle tensioni principali, che sono quelle che realmente agiscono nella membratura - in una struttura inflessa si hanno isostatiche di trazione e di compressione.
Pertanto le tensioni σ e τ sono solo valori convenzionali utilizzati per facilitare il calcolo e che scaturiscono dall'assunzione di un sistema di riferimento cartesiano con l'asse x parallelo all'asse del solido di De Saint Venant.
Già nel 1927 Emil Mörsch affermò che la tensione di taglio τ rappresenta un valore convenzionale teorico e non una vera e propria sollecitazione.
Infatti se si utilizza il cerchio di Mohr si può constatare che, in uno stato di tensione piano, la presenza di solo taglio corrisponde a due tensioni principali (una di compressione e l'altra di trazione) che oltre ad essere perpendicolari fra loro risultano riferite ad un sistema coordinato inclinato di 45° rispetto a quello standard.
Nella realtà, il materiale è diverso da sezione a sezione, per cui la prima fessura si innescherà nella sezione meno resistente, sia per superamento della tensione normale critica di fessurazione (Ncr), che per il raggiungimento del momento critico di fessurazione (Mcr). Le nuove fessure si formeranno ad una certa distanza dalla prima fino ad una condizione di stabilizzazione in cui non si formeranno più nuove fratture, ma potranno verificarsi solo incrementi nell'ampiezza.

## Resistenza e durabilità
Il calcestruzzo, come tutti i materiali lapidei, possiede una elevata resistenza a compressione, ma una bassissima resistenza a trazione (di solito pari a 1-7 N/mm2).
Pertanto quando è sottoposto ad azioni esterne statiche e dinamiche e/o a coazioni (quando impedite o comunque ostacolate) tali da indurre sollecitazioni di trazione superiori a quelle sopportabili dal materiale questo si fessura.
Il calcestruzzo non armato una volta fessurato non è più in grado di sopportare sollecitazioni di trazione, di flessione o sforzo normale eccentrico, pertanto nella realizzazione delle strutture lo si abbina sempre con i ferri d'armatura. Una volta che l'elemento è fessurato, cioè diviso in più conci definiti dalle fessure, fa sì che le barre di armatura siano sollecitate interamente a sforzo di trazione o a momento, nel caso di elemento inflesso. Le tensioni tangenziali τ, che nascono lungo l'interfaccia calcestruzzo-acciaio, si oppongono così allo sfilamento e riducono una successiva ulteriore apertura. 
La presenza delle armature adeguatamente disposte all'interno del conglomerato cementizio però, seppur riducendo l'ampiezza delle macrofessure che si verificherebbero se in calcestruzzo non fosse armato, non può impedirne la formazione ma solo suddividerle in diverse fessure di ampiezza inferiore.
La presenza di queste fessure, pur non compromettendo la resistenza del cemento armato, influisce sulla durabilità del materiale ed in taluni casi la riduce, esponendo le barre all'aria e innescando dei fenomeni ossidativi nell'acciaio: infatti attraverso le fessure penetrano nel calcestruzzo gli agenti aggressivi atmosferici che nel tempo possono causare il decadimento delle caratteristiche meccaniche del conglomerato ed anche dell'acciaio d'armatura. 
Pertanto anche un progetto di miscela del calcestruzzo, studiato con un basso rapporto acqua/cemento al fine di ottenere una conglomerato denso e pertanto impermeabile agli agenti aggressivi esterni, può essere vanificato dall'insorgere di fessure e/o microfessure (queste ultime non visibili a occhio nudo) durante la maturazione.
È fondamentale perciò tenere a mente che nelle strutture in cemento armato la fessurazione è inevitabile, poiché il tentativo di contenere gli sforzi di trazione entro i limiti compatibili per il calcestruzzo comporterebbe strutture molto più massicce e armature che lavorerebbero con valori di tensione estremamente inferiori a quelli attesi; pertanto la completa eliminazione delle lesioni risulta praticamente anti-economica. Un quadro fessurativo che non sia indice di una situazione patologica di dissesto deve essere considerato quindi non solo necessario, ma indicatore del livello di collaborazione strutturale tra calcestruzzo e acciaio.
Questo concetto è alla base della teoria convenzionale del cemento armato in cui si fa riferimento all'ipotesi di calcestruzzo non reagente a trazione il che significa che tutte le sezioni risultano nella loro parte tesa completamente fessurate fino all'asse neutro.
L'unico modo di procedere, vista l'impossibilità di eliminare le lesioni funzionali nel calcestruzzo, è quello di limitare l'ampiezza delle fessure, sia per limitare l'azione degli agenti aggressivi che per esigenze di natura estetica.

## Influenza del modulo elastico
Oltre al basso valore della resistenza a trazione, la seconda causa principale che determina nel calcestruzzo un'elevata tendenza alla fessurazione in presenza di coazioni è l'elevato valore del modulo di Young E che è il responsabile della scarsa deformabilità soprattutto al momento della rottura sostanzialmente fragile.
Infatti la tensioni di trazione indotta da un accorciamento pari a ε completamente impedito, dovuto ad esempio al ritiro, si può calcolare in prima approssimazione con la legge di Hooke:
σt = E* ε
dalla quale si evince che a parità di contrazioni la tensione che si genera è direttamente proporzionale a E.

## Particolari tipologie di fessurazioni
- crazing (anche Craquelé o Cracklé): è una ragnatela di cavillature sottili e poco profonde e normalmente rappresentano solo un problema estetico. Sono appena visibili, tranne quando il calcestruzzo sta asciugando dopo che la superficie è stata bagnata;
- scaling: si presenta come una delaminazione del calcestruzzo ed è causato principalmente da cicli gelo/disgelo;
- pop out:  lesione consistente nel distacco superficiale di una piccola porzione di area circolare di calcestruzzo indicatori della reazione Alcali-aggregati;
- spalling: espulsione locale del copriferro dovuta a fenomeni come la corrosione dei ferri di armatura o quando i tondini sono esposti a forti escursioni termiche (incendi).

## Rimedi
Oltre ai rimedi classici, come la stagionatura umida del getto, che permette di ridurre le fessurazione legata ad una rapida evaporazione dell'acqua d'impasto, il ricorso ad una distribuzione idonea dell'armatura e a diametri dei tondini non eccessivi; un modo per limitare il quadro fessurativo è quello di introdurre nella miscela fibre di diversa natura (calcestruzzi fibrorinforzati).

## Normativa
Questo concetto è stato ripreso dalle normative più avanzate (Eurocodice 2, NTC 2008, ecc) con l'introduzione degli stati limite di fessurazione attraverso i quali si deve verificare che la fessurazione deve essere limitata ad un livello tale da non pregiudicare il corretto funzionamento della struttura e da renderne accettabile l'aspetto da un punto di vista estetico.